# 緒儒
緒儒（?—?），青州驻防滿洲鑲紅旗人，清朝政治人物、同進士出身。
光緒二十年（1894年），参加光緒甲午科殿試，登進士三甲151名。同年五月，授内阁中书。